# 伊万里湾大橋

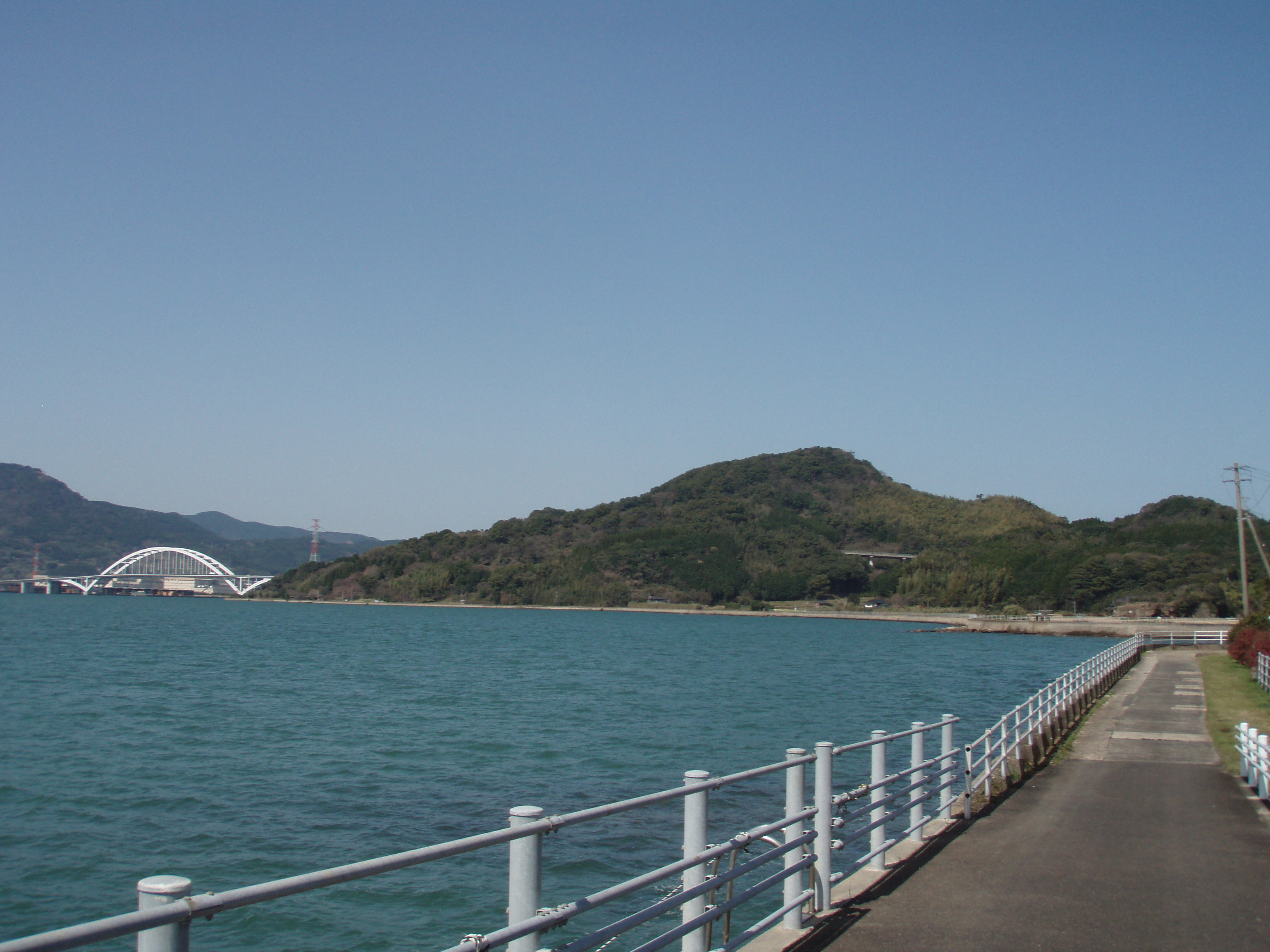
牧島山と伊万里湾大橋

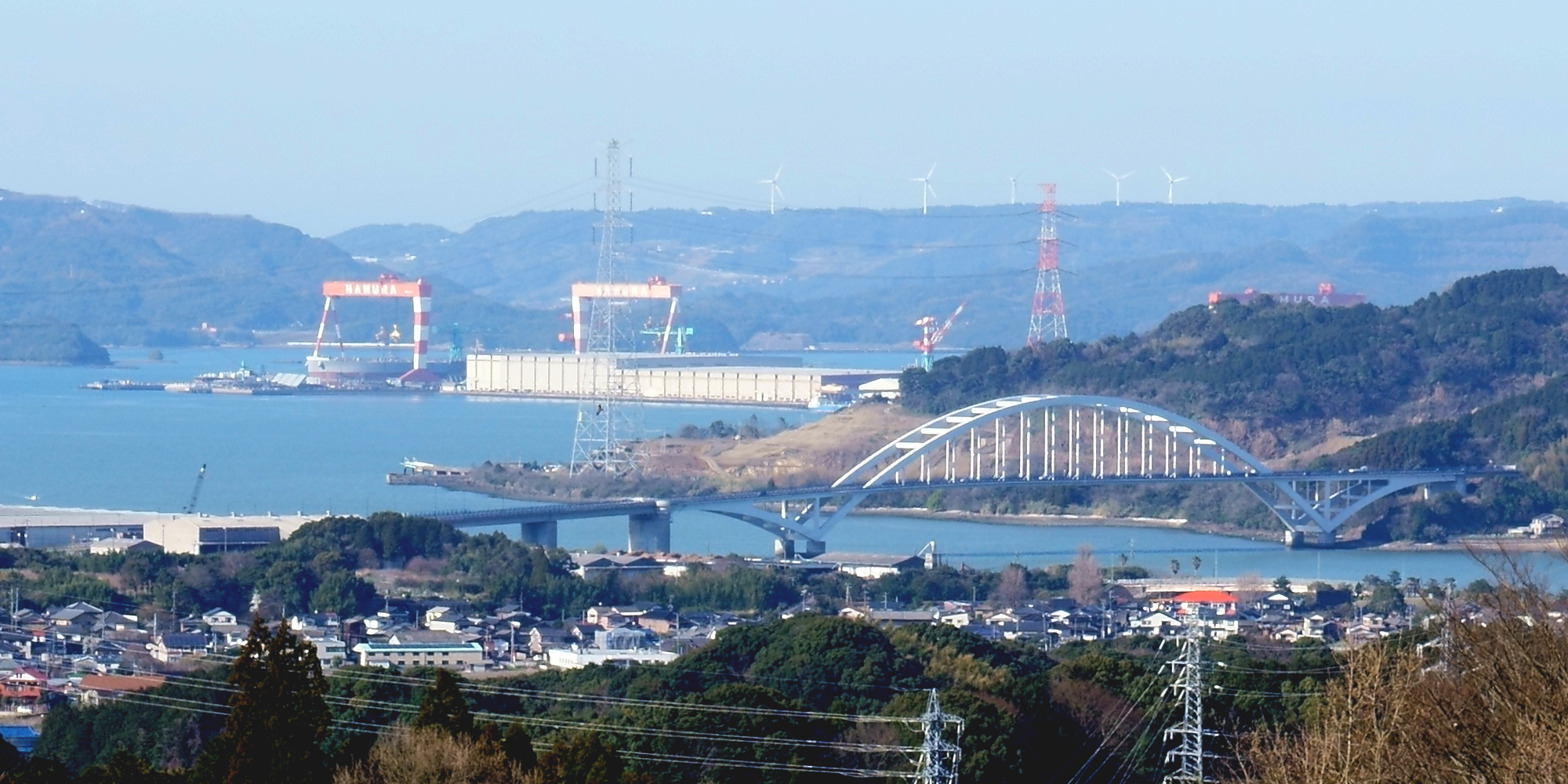
東山代町の山腹から望遠する伊万里湾大橋

伊万里湾大橋（いまりわんおおはし）は、佐賀県伊万里市の伊万里港内にあり、同市山代町楠久と瀬戸町を結ぶ橋（アーチ橋、一部鉄筋コンクリートラーメン橋）である。

## 概要
伊万里港七ツ島地区と同港久原南地区を直結して港内の物流を円滑化することを主目的に、延長約3kmの伊万里港臨港道路久原・瀬戸線の一部として建設された。伊万里市街へ迂回するルートよりも約10km・約30分の短縮が実現し、伊万里市街の渋滞緩和の効果も出た。また、広域的には国道204号を短絡して福岡市・唐津市方面と長崎県北部の間の短縮にも貢献している。総事業費は約260億円。
設計は旧運輸省第四港湾建設局で、1988年（昭和63年）に計画が提出されている。選定の過程に地元陶芸家らも加わることで景観への配慮が図られた。塗装色には陶磁器にもみられる「銀鼠色」が採用されている。主橋梁部は3,000t吊の起重機船による海上架設で施工されている。瀬戸側の道路は牧島山の山頂を迂回した切土構造となっている。
諸元
- 橋長 651m（うち海上部約420m）
- 構造
  - 久原側取付部（一部海上区間） : 5径間連続PCラーメン箱桁橋 70m + 250m + 70m
  - 主橋梁部 : 鋼3径間連続中路ローゼ橋 40.5m x 2 + 50m x 3
  - 瀬戸側取付部 : PC単純合成桁橋 30m
- 桁下高さ 20.5m
- 幅員 21.3m 4車線および自転車・歩道

## 歴史
- 1991年（平成3年） - 県内公募により現在の名称が決定[1]。
- 2003年（平成15年）3月9日 - 開通。
- 2015年（平成27年）3月23日 - 4車線化完了。

## 周辺
- 伊万里港
- 伊万里湾大橋球技場
- 松浦鉄道鳴石駅